# Julianne Buescher
Julianne Buescher est une actrice américaine, née le  à Cleveland en Ohio.

## Filmographie

### Cinéma
- 1994 : Muppet Classic Theater : Yolanda la rate
- 1995 : Geo Kids : Bobby
- 1998 : Mulan : la jeune mariée
- 2005 : Chicken Little
- 2005 : Gepetto's Secret : Luna et Goldilocks
- 2006 : The Wild : Dung Beetle
- 2006 : La Ferme en folie : voix additionnelles
- 2008 : Sans Sarah, rien ne va ! : la marionnettiste
- 2011 : Memory : Melissa Driscoll
- 2012 : Scooby-Doo! Music of the Vampire : un journaliste
- 2012 : Sid, le petit scientifique, le film : May et la grand-mère
- 2013 : Star Trek Into Darkness : voix additionnelles
- 2014 : Opération Muppets : marionnettiste
- 2018 : Carnage chez les Puppets (The Happytime Murders) de Brian Henson : la marionnette Piddles

### Télévision
- 1991-1994 : Dinosaures : Monica Devertebrae, Caroline Foxworth et autres personnages (52 épisodes)
- 1996 : Les Muppets : voix additionnelles (1 épisode)
- 1999 : Les Rois du Texas (1 épisode)
- 2001 : FreakyLinks : l'infirmière (1 épisode)
- 2002-2005 : Naruto : Anko Mitarashi et Akane (16 épisodes)
- 2004 : Angel : marionnettiste
- 2004 : Michat-Michien : Catrina (1 épisode)
- 2005 : Le Magicien d'Oz des Muppets : marionnettiste (1 épisode)
- 2006 : Avatar, le dernier maître de l'air : voix additionnelles (1 épisode)
- 2006 : Robot Chicken : la mère de Calvin (1 épisode)
- 2007 : The Skrumps : Raisins (9 épisodes)
- 2008-2015 : Sid, le petit scientifique : May et la grand-mère (76 épisodes)
- 2009 : Esprits criminels : Meg (saison 5, épisode 4)
- 2013 : Community : marionnettiste (1 épisode)
- 2015-2016 : The Muppets : Yolanda la rate (17 épisodes)

### Jeu vidéo
- 1999 : Star Wars, épisode I : La Menace fantôme
- 1999 : Star Wars Episode I: Le Nouveau Monde Gungan
- 1999 : Star Wars: X-Wing Alliance : Aeron Azzameen
- 2003 : Naruto Narutimate Hero 3 : Anko Mitarashi, Inari et Koharu Utatane
- 2003 : Ratchet and Clank 2 : plusieurs personnages
- 2004 : Naruto: Ultimate Ninja 2 : Koharu Utatane
- 2004 : The Bard's Tale
- 2004 : EverQuest II : plusieurs personnages
- 2005 : Law and Order: Criminal Intent : Jenna Kirkwood, Jennifer Lee et Carla Meyers
- 2005 : Guild Wars : voix additionnelles
- 2006 : Pirates des Caraïbes : Le Secret du coffre maudit : Tia Dalma
- 2006 : The Ant Bully : Queen Ant
- 2006 : Gothic 3 : voix additionnelles
- 2006 : Guild Wars Nightfall : Zerak
- 2006 : SOCOM: U.S. Navy SEALs - Fireteam Bravo 2
- 2006 : Star Wars: Lethal Alliance : Rianna Saren
- 2007 : Pirates des Caraïbes : Jusqu'au bout du monde : Tia Dalma
- 2008 : Dark Sector : Nadia Sudek
- 2008 : Saints Row 2
- 2008 : Tom Clancy's EndWar
- 2008 : Aion: The Tower of Eternity
- 2009 : Infamous : voix additionnelles
- 2009 : Brütal Legend
- 2009 : Dragon Age: Origins : naine
- 2011 : Dead or Alive: Dimensions
- 2011 : TERA: Rising : Popori
- 2011 : The Elder Scrolls V: Skyrim : Galathil
- 2011 : Star Wars: The Old Republic : voix additionnelles
- 2012 : Les Royaumes d'Amalur : Reckoning : voix additionnelles
- 2012 : Guild Wars 2 : Faolain
- 2012 : XCOM: Enemy Unknown : un soldat
- 2012 : Epic Mickey 2 : Le Retour des héros : Metairie
- 2013 : Disney Infinity : Tia Dalma
- 2014 : The Elder Scrolls Online : voix additionnelles
- 2014 : World of Warcraft: Warlords of Draenor
- 2015 : Batman: Arkham Knight